# Telstar (pjesma)
 Ovo je glavno značenje pojma Telstar (pjesma). Za druga značenja pogledajte Telstar (razdvojba).
Telstar je bio svjetski instrumentalni hit iz 1962. u izvedbi sastava Tornados. To je bila i prva britanska singl ploča koja je postala #1 na američkim top ljestvicama (Billboard Hot 100), singl je također bio #1 i u Britaniji (nije se skidao s vrha 23 tjedna). 
Pjesma je bila inspirirana usješnim lansiranjem američkog telekomunikacijskog satelita - Telstar u srpnju 1962., pravog čuda tehnike onog vremena, i prvim velikim uspjehom američke svemirske industrije, jer u to doba SSSR bio lider u toj tehnologiji. 
Ploča je izdana 17. kolovoza 1962. samo pet tjedana nakon uspješnog lansiranja satelita. Pjesmu je skladao Joe Meek, koji je za solo dionicu odabrao tada novo izmišljeni glazbeni instrument klaviolinu, nešto poput orgulja (samo s mono tonovima) elektronički zvuk tog instrumenta i Meekovi efekti, dali su pjesmi kozmičko ozračje. Singl Telstar je dobio nagradu - Ivor Novello Award, i procjenjuje se da je prodan u pet milijuna kopija širom svijeta. 

## Optužbe za plagijat
Francuski skladatelj, Jean Ledrut, optužio je Joe Meeka za plagijat, tvrdivši da je melodija Telstara pokradena iz njegova djela La Marche d'Austerlitz, 
koje je on napisao za film Austerlitz 1960. godine. Zbog te tužbe Meeku je obustavljena isplata autorskih tantijema, sve do okončanja procesa. 
Tužba za plagijat na kraju je odbačena u korist Meeka tri tjedna nakon njegove smrti. Sud je zauzeo stajalište da Meek nije znao ništa o Austerlitzu u to vrijeme, jer je bio izdat samo u Francuskoj.

## Telstar u vokalnoj inačici kaoMagic Star
Meek je nešto kasnije te iste 1962. snimio vokalnu inačicu pjesme Telstar nazvavši je  Magic Star, pjesmu je otpjevao Kenny Hollywood. Pjesmu je kao singl ploču izdala Decca, na B-strani bila je skladba The Wonderful Story of Love (Geoff Goddarda). Magic Star je nešto kasnije u siječnju 1963. izvela i Margie Singleton (Mercury Records).

## Telstar na top ljestvicama
| Ljestvica (1962)            | Pozicija na ljestvici |
| --------------------------- | --------------------- |
| Britanska lista             | 1                     |
| Belgijska singl lista       | 1                     |
| Nizozemska singl lista      | 3                     |
| Njemačka singl lista        | 6                     |
| Irska singl lista           | 1                     |
| Norveška singl lista        | 3                     |
| Južno Afrička singl lista   | 1                     |
| Amerika (Billboard Hot 100) | 1                     |

## Razne izvedbe Telstara
Brojni glazbenici izveli su pjesmu Telstar, dolje je lista najpoznatijih:
| - Sastav Ad Infinitum (1984) - Apollo 100 - Bud Ashton (1962) - Bitch Boys (2002) - Black Market Audio - Sastav The Challengers - The Champs - Les Compagnons de la Chanson (Telstar - Une étoile en plein jour, francuska vokalna inačica) - Alberto Cortez (španjolska vokalna inačica, zvana Magica Estrella) - Britanski sastav The Eagles (1960.) - Duke Ellington - Camillo Felgen (njemačka vokalna inačica, nazvana Irgendwann Erwacht Ein Neuer Tag) - Les Fingers - Les Fradkin (2008) - The Gaylads (vokalna inačica nazvana Red rose) - Joe Goldmark - Kenny Hollywood (vokalna inačica nazvana Magic Star, 1962) - Hot Butter - The Ashley Hutchings Big Beat Combo (1994) | - Ricky King - Laika and the Cosmonauts - James Last (1966) - The Latin Quartet (španjolska vokalna inačica, nazvana Magica Estrella) - Les Deux Love Orchestra (2009) - The Lively Ones - Stephan Mathieu - Takako Minekawa (1998) - Jackie Mittoo - Sastav Models - Monsters From Mars - Ronnie Montrose - Los Mustang (1960) - Not Breathing (2000) - Orchestral Manoeuvres in the Dark (OMD) (1979) - Sastav OVNI (1978) - Portsmouth Sinfonia - The Rapiers (2001) - The Residents (1974) | - The Rockin' Rebels - The Roosters (1981) - The Routers - The Shadows (1981) - Margie Singleton (vokalna inačica, nazvana Magic Star (Tel-Star), 1963) - The Spotnicks - Los Straitjackets - The Supertones - Susan and the Surftones (1996) - Symarip - The Television Personalities (1993) - The Ukrainians - The Ultras - Caterina Valente - Billy Vaughn (1962. Greatest Hits) - Venus Gang (1978) - Velvett Fogg (Telstar 69, 1969) - The Ventures - Wolfman Jack - Sam Wright Group |

## Vanjske poveznice
- Roger LaVern: Snimanje svjetskog hita  "Telstar"
- Telstar u izvedbi sastava Bitch Boys  Arhivirana inačica izvorne stranice od 3. prosinca 2007. (Wayback Machine)
- Telstar u izvedbi sastava The Ventures
- Portal o glazbenom instrumentu klaviolini  Arhivirana inačica izvorne stranice od 18. kolovoza 2006. (Wayback Machine)